# 경상도선생안
경상도선생안(慶尙道先生案)  고려 문종 때부터 조선을 거쳐 대한제국 시대에 이르기까지 경상도 도백(道伯)을 지낸 이들의 명단을 수록한 『증보 경상도선생안』이다. 이수건이 해제했다. 김지남의 '경상도영주제명기 서'(慶尙道營主題名記 序)가 앞에 붙어있다. 

## 개요
고려 초에는 절도사(節度使), 1012년(현종 3) 안찰사(按察使)로 하였으며, 1064년(문종 18) 도부서(都部署)로, 다시 1113년(예종 8)에는 안찰사로 환원했다. 1276년(충렬왕 2) 안렴사(按廉使)로 불렀다. 1388년(창왕 즉위년)에 도관찰출척사(都觀察黜陟使)로 했다. 
조선시대에도 처음에는 도관찰출척사라고 했으나, 1466년(세조 12)에 관찰사(觀察使)로 개칭하였다. 
감사(監司)·도백(道伯)·방백(方伯)·외헌(外憲)·도선생(道先生)·영문선생(營門先生) 등으로도 불리었다.

## 고려시대의 영주
- 문종

이제원(李齊元)=59
미상(口口口)=59
노사상(盧師像)=59
김수(金壽)=60
김의중(金義仲)=60
백거정(白居靖)=60
임연소(任延邵)=60
왕승명(王承命)=61
강백지(康白之)=61
김충눌(金忠訥)=61
- 순종

양영충(梁榮沖)=62
조난충(趙蘭沖)=62
- 선종

박수향(朴收向)=63
최인(崔인)=63
이순원(李順元)=63
남궁란(南宮蘭)=64
김우정(金禹廷)=64
홍석민(洪錫民)=64
최유근(崔推讓)=64
유장(柳장)=65
송덕선(宋德先)=65
김정운(金鼎雲)=65
최양훈(崔楊訓)=65
문경신(文景臣)=66
최공익(崔公翊)=66
이계응(李繼應)=66
송공보(宋公甫)=67
권양(權暢)=67
유장(柳장)=67
최방준(崔方俊)=67
윤계형(尹繼衡)=68
미상(口口口)=68
박상부(朴尙夫)=68
- 헌종

최수신(崔守臣)=69
석숭현(石崇現)=69
이계응(李繼應)=69
- 숙종

송덕선(宋德先)=70
최공익(崔公翊)=70
양유간(楊儒間)=70
고영신(高令臣)=71
이견수(李堅守)=71
문관(文冠)=72
양호(楊顥)=73
이재(李載)=73
허경(許景)=74
안자공(安子公)=75
이선영(李善英)=75
박현원(朴現元)=75
김자정(金子廷)=76
한상(韓相)=76
미상(口口口)=76
최복유(崔福儒)=77
박상부(朴尙夫)=77
이기(李琦)=77
한준(韓俊)=77
최복유(崔福儒)=78
- 예종

윤우상(尹禹相)=79
서우(徐祐)=79
지록연(智祿延)=79
윤해(尹諧)=80
이진경(李晉卿)=81
고진명(高晉明)=81
박신현(朴申現)=81
이총린(李寵隣)=82
이유인(李惟인)=82
허지기(許之奇)=83
최유(崔儒)=83
윤해(尹諸)=84
한중(韓仲)=84
최자성(崔資成)=84
이유인(李惟인)=85
최유(崔儒)=85
민세린(閔世隣)=85
이진경(李晉卿)=86
유양현(劉楊現)=86
양영(梁永)=86
김보신(金輔臣)=87
송담(宋琰)=87
정응문(鄭應文)=87
김보신(金輔臣)=88
백이종(白易宗)=88
이상(李像)=88
양영(梁永)=89
진숙(陳叔)=89
백이종(白易宗)=89
최홍략(崔弘略)=89
이장양(李장陽)=90
정준후(鄭俊候)=90
안직숭(安稷崇)=90
- 인종

임존(林存)=92
박경린(朴景麟)=92
이이(李이)=93
양제보(梁齊寶)=93
서남영(徐南永)=93
최홍략(崔弘略)=94
노원숭(盧元崇)=94
강영준(康英俊)=94
황보양(皇南讓)=95
정점(鄭漸)=95
임원순(任元順)=96
이중(李仲)=96
안식(安軾)=96
최홍원(崔弘元)=97
윤언이(尹彦頤)=97
김택(金擇)=98
이지저(李之氐)=98
하기(河器)=99
황보허(皇甫許)=99
정준의(鄭俊宜)=100
정지상(鄭知常)=100
황보양(皇甫讓)=101
최윤숙(崔允叔)=101
이인실(李仁實)=101
문공윤(文公允)=102
안식(安載)=102
김영석(金永錫)=102
왕정섭(王廷燮)=103
원준(元俊)=103
이원미(李元美)=104
이인실(李仁實)=104
김함(金成)=104
김정(金靖)=104
윤의(尹誼)=105
유봉(劉逢)=105
김함(金咸)=105
최술중(崔述中)=105
이중제(李仲齊)=106
최자영(崔子英)=106
곽동순(郭東珣)=107
이양승(李陽升)=108
최칭(崔稱)=108
김구부(金龜夫)=108
고영부(高瑩夫)=108
최사영(崔思永)=109
안정수(安正脩)=109
조진약(曺晉若)=110
임중(林 仲)=110
- 의종

임경(林敬)=112
김유(金諭)=112
이원장(李元長)=112
조가인(趙可仁)=112
최사영(崔思永)=113
신숙(申叔)=113
이광승(李光升)=114
신숙(申叔)=114
고영부(高瑩夫)=115
민각(閔角)=115
허순(許純)=115
김양(金陽)=116
최수전(崔守全)=116
윤인첨(尹鱗瞻)=116
김인유(金仁兪)=117
서공(徐公)=118
이지심(李知深)=119
최루백(崔婁伯)=119
이양신(李陽伸)=120
김황문(金黃文)=121
김사효(金思孝)=121
최루백(崔婁伯)=121
서공(徐恭)=121
오중정(吳中正)=122
김존부(金存夫)=122
김광중(金光中)=123
박육화(朴育和)=123
오중정(吳中正)=124
박회준(朴懷俊)=124
김우명(金遇明)=125
윤인첨(尹鱗瞻)=125
이문저(李文著)=125
이돈(李敦)=126
김존부(金存夫)=126
정인수(鄭仁壽)=126
고진준(高陳俊)=127
허세수(許勢脩)=127
한 경(韓 經)=127
한뢰필(韓賴弼)=128
미상(口口口)=128
조화(趙華)=128
김광서(金光敍)=128
장사우(張思祐)=129
박상요(朴상堯)=129
김필단(金必端)=129
소양우(蘇良遇)=129
이문저(李文著)=130
이자선(李子先)=130
양문영(梁文瑩)=130
- 명종

서취(敍諏)=131
박진(朴晉)=131
이유(李유)=131
이경백(李景伯)=131
김의린(金義鱗)=132
김신려(金臣礪)=132
최광세(崔光世)=133
김주(金柱)=133
전신영(田臣永)=133
현이후(玄利候)=133
이장(李璋)=134
손응시(孫應時)=134
이익(李 益)=134
임정식(林正植)=135
송정후(宋正厚)=135
오세공(吳世功)=135
이준선(李俊善)=136
소광빈(邵光賓)=136
우영필(于英弼)=136
조인경(趙인卿)=136
진사룡(陳士龍)=137
이성(李成)=137
황보탁(皇甫卓)=137
이장(李章)=138
최신경(崔信卿)=138
최문청(崔文淸)=138
이세강(李世康)=139
윤광보(尹光甫)=139
최기후(崔碁厚)=139
유택승(柳擇升)=139
최효저(崔孝著)=140
최적완(崔迪完)=140
채보문(蔡甫文)=140
오돈신(吳敦信)=141
이계장(李桂長)=141
최충헌(崔忠獻)=142
박중(朴仲)=143
최돈례(崔敦禮)=143
소양미(蘇良美)=144
이거정(李居正)=144
이중리(李仲利)=144
김평(金平)=145
주유저(周惟底)=145
현덕수(玄德秀)=145
정득광(鄭得光)=146
유원의(庾元義)=147
김적후(金迪候)=147
송위(宋偉)=148
김광제(金光齊)=148
송홍적(宋弘迪)=148
서영수(徐英守)=148
최광재(崔光宰)=149
이극보(李克甫)=149
반취정(播就正)=149
김유(金儒)=149
김봉모(金鳳毛)=150
최광저(崔光著)=150
- 신종

최효사(崔孝思)=151
김진(金晉)=151
장윤문(張允文)=152
교이필(俠利弼)=152
이유(李 侑)=152
손공례(孫公禮)=153
전을균(田乙均)=153
강순의(康純義)=153
최보순(崔輔淳)=154
정양신(鄭良臣)=154
지자심(池資深)=155
노식(盧軾)=155
백여주(白汝舟)=155
- 희종

박인석(朴仁碩)=157
김광려(金光麗)=157
조진공(趙晉公)=157
공영필(孔永弼)=158
채정(蔡靖)=158
박돈미(朴敦美)=159
이일(李佾)=159
이적(李積)=159
이의(李儀)=159
전천존(全千存)=160
백수정(白守貞)=160
현군제(玄君悌)=160
이연수(李延壽)=161
김중귀(金仲龜)=161
안현(安現)=162
임광주(林光柱)=162
송안국(宋安國)=162
- 강종

송안국(宋安國)=164
정공수(丁公壽)=164
이대명(李大明)=165
- 고종

이양승(李陽升)=166
김공량(金公亮)=166
안석정(安石貞)=166
김주정(金周鼎)=166
황용필(黃龍弼)=167
김온주(金온珠)=167
김숙룡(金叔龍)=168
김숙룡(金叔龍)=168
김군수(金君綏)=169
이적(李勣)=170
최종번(崔宗蕃)=171
김극수(金克脩)=171
이공로(李公老)=171
유승단(兪升旦)=172
이(李口口)=173
이정(李정)=173
잡보구(雜甫龜)=174
유탄현(庾誕玄)=174
이(李口口)=174
송순(宋恂)=174
김광서(金光서)=175
권응경(權應經)=175
최숭조(崔崇操)=176
심문준(沈文濬)=176
선대유(鮮大有)=176
백돈구(白敦구)=176
이희예(李希乂)=177
최임수(崔林壽)=177
한영인(韓令仁)=178
조(趙口口)=178
전(田口口)=178
이방무(李方茂)=178
강보(康保)=179
이세화(李世華)=179
김취성(金就成)=180
민인균(閔仁均)=180
윤복규(尹復珪)=180
손습경(孫襲聊)=180
안영연(安永延)=182
홍균(洪鈞)=182
유석(庾碩)=182
김효인(金孝印)=183
설모(薛模)=183
신선(申宣)=184
최춘명(崔椿命)=184
노(盧口口)=185
왕해(王諧)=186
박(朴口口)=186
박(朴口口)=186
박(朴口口)=187
박(朴口口)=187
박(朴口口)=187
박(朴口口)=188
박경필(朴景弼)=188
최(崔口口)=188
이양준(李陽俊)=188
이계효(李繼孝)=189
이요첨(李堯瞻)=189
김지대(金之岱)=189
김광재(金光宰)=191
권위(權위)=191
이응(李凝)=191
이희(李禧)=192
최윤개(崔允愷)=192
손회(孫회)=193
전(田口口)=193
한굉(韓굉)=193
임인(任絪)=194
박수(朴隨)=194
홍희(洪熙)=195
김지석(金祗錫)=196
송언상(宋彦庠)=196
이(李口口)=197
이(李口口)=197
김(金口口)=197
김(金口口)=197
박견(朴堅)=198
- 원종

왕(王口口)=199
홍정(洪정)=199
김지석(金祗錫)=200
한천안(韓千顔)=200
장(張口口)=200
장(張口口)=201
이(李口口)=201
이(李口口)=201
민광(閔광)=202
곽(郭口口)=202
주열(朱悅)=202
홍자번(洪子潘)=203
김(金口口)=204
박항(朴恒)=204
최소(崔沼)=205
김지경(金之卿)=205
최유(崔儒)=206
이숙정(李叔貞)=206
김지경(金之卿)=206
최유후(崔有候)=207
노(盧口口)=207
최유부(崔有浮)=207
여(呂口口)=207
엄(嚴口口)=208
박감(朴珹)=208
금훈(琴熏)=208
- 충렬왕

반부(潘阜)=210
김(金口口)=211
윤형(尹衡)=211
권단(權㫜)=211
최요(崔堯)=212
최양(崔양)=212
김응립(金應立)=212
이덕손(李德孫)=213
권의(權宜)=213
최서(崔瑞)=214
미상(口口口)=214
민훤(閔萱)=214
송석(宋惜)=216
임주(任澍)=216
정숭(鄭崇)=217
최동길(崔東吉)=217
최숭(崔崇)=217
설(薛口口)=218
국성윤(鞠成允)=219
진조(陳調)=219
박린(朴璘)=219
유호(劉顥)=220
미상(口口口)=220
미상(口口口)=220
미상(口口口)=221
미상(口口口)=221
유호(劉顥)=221
미상(口口口)=221
유(柳口口)=222
황경(黃瓊)=222
박홍수(朴洪秀)=222
황수경(黃守卿)=223
김태현(金台玹)=223
조간(趙簡)=224
황경(黃瓊)=225
최원(崔遠)=225
오장(吳藏)=225
박지공(朴至公)=225
심봉길(沈逢吉)=226
정형(鄭珩)=226
선종계(宣宗桂)=227
채희중(蔡希仲)=227
송극련(宋克連)=227
주인원(朱印遠)=228
조영렬(曺英烈)=228
김견(金堅)=228
이견간(李堅幹)=229
이백겸(李伯兼)=230
이(李口口)=231
윤송홍(尹宋弘)=231
이원유(李元儒)=231
봉군절(奉君節)=231
김교산(金敎山)=232
김서지(金瑞之)=232
최백륜(崔白倫)=232
정숙문(鄭肅文)=233
- 충선왕

육희쇄(陸希쇄)=235
강경(姜瓊)=235
이눌(李訥)=236
오방우(吳方祐)=236
금숙(琴淑)=237
채유길(蔡推吉)=237
- 충숙왕

박리(朴理)=238
한충희(韓충熙)=238
박효수(朴孝修)=239
정안준(鄭安俊)=240
이광(李광)=240
박숙정(朴叔貞)=241
최함일(崔咸一)=241
허빈(許頻)=242
안비(安庇)=243
설문우(薛文遇)=244
윤요첨(尹堯瞻)=246
이경안(李景安)=246
조방연(趙邦연)=247
김영후(金永煦)=248
이원간(李元幹)=249
- 충혜왕

김주휘(金朱暉)=250
- 충숙왕(복위)

박송생(朴松生)=251
김경(金경)=251
미상(口口口)=253
조충좌(趙忠佐)=253
민상백(閔祥伯)=253
장이(張耳)=254
전계(全啓)=254
박양계(朴良桂)=255
윤등(尹登)=255
임원유(林元儒)=256
- 충혜왕(복위)

박충좌(朴忠佐)=257
심문식(沈文湜)=258
조령회(趙령晦)=258
김자돈(金子敦)=258
이여경(李餘慶)=259
미상(口口口)=259
신인거(辛引?)=259
백문보(白文寶)=260
김방(金방)=261
- 충목왕

박윤문(朴允文)=262
송구(宋構)=262
이만영(李萬榮)=262
안집(安輯)=263
이배중(李培中)=263
조문형(趙文衡)=263
최재(崔宰)=264
- 충정왕

이몽정(李蒙正)=266
이위(李偉)=266
김유겸(金有謙)=266
송광언(宋光彦)=266
하윤원(河允源)=267
홍중항(洪仲亢)=267
- 공민왕

김한룡(金漢龍)=269
최한용(崔漢龍)=269
곽충수(郭忠守)=270
안종원(安宗源)=271
정광도(鄭光道)=271
박정(朴珽)=272
김달상(金達祥)=272
이유신(李由信)=273
김성갑(金成甲)=274
윤민선(尹閔璿)=274
김승구(金承矩)=275
곽충실(郭忠實)=275
안극인(安克仁)=275
박중미(朴中美)=276
윤음(尹음)=276
이강(李綱)=277
성원규(成元揆)=277
이보림(李寶林)=278
오중륙(吳中陸)=279
최안영(崔安潁)=279
탁광무(卓光茂)=279
박순(朴純)=280
이자(李資)=280
우현보(禹玄寶)=281
안승리(安承履)=281
정우(鄭萬)=282
신계령(申系令)=282
송명의(宋明誼)=282
진평중(陳枰仲)=283
김구수(金龜壽)=283
이이(李이)=283
곽의(郭儀)=283
이걸생(李傑生)=284
곽충룡(郭충龍)=284
최원유(崔元濡)=285
김주(金湊)=285
박동귀(朴東貴)=286
유구(柳구)=286
정몽주(鄭夢周)=287
- 우왕

윤방언(尹邦彦)=289
안익(安翊)=289
최렴(崔濂)=289
강은(姜隱)=290
백군영(白君瑛)=290
이길조(李吉祚)=291
강득화(康得和)=291
박가흥(朴可興)=291
하충국(河忠國)=292
이복시(李復始)=292
전오륜(全五倫)=293
박덕상(朴德祥)=293
여극인(呂克湮)=294
손경생(孫慶生)=295
조익수(曺益修)=295
이문화(李文和)=295
정홍(鄭洪)=296
미상(口口口)=296
미상(口口口)=297
미상(口口口)=297
미상(口口口)=297
이구(李龜)=298
안희덕(安希德)=298
최긍(崔兢)=298
- 공양왕

장하(張夏)=300
김주(金湊)=301
안익(安翊)=301
이거인(李居仁)=302

## 조선시대의 영주
- 태조

최운사(崔云嗣)=305
심효생(沈孝生)=305
민개(閔開)=306
최유경(崔有慶)=307
심효생(沈孝生)=308
한상질(韓尙質)=309
이지(李至)=310
- 정종

임경(林敬)=312
조한(趙璞)=313
- 태종

전백영(全伯英)=314
안노생(安魯生)=315
허주(許周)=316
이문화(李文和)=317
정부(鄭符)=318
남재(南在)=318
안원(安瑗)=320
박자안(朴子安)=321
김희선(金希善)=322
함부림(咸傳霖)=323
안성(安省)=324
권진(權軫)=325
이원(李原)=326
안순(安純)=327
안등(安騰)=328
한옹(韓雍)=329
이귀산(李貴山)=331
안등(安騰)=332
이은(李殷)=332
이지강(李之剛)=333
박습(朴習)=334
우균(禹均)=335
- 세종

신상(申商)=337
이발(李潑)=338
최이(崔이)=340
서선(徐 選)=341
최사강(崔士康)=342
김겸(金謙)=343
이숙무(李叔畝)=344
하연(河演)=345
신개(申槪)=346
최부(崔府)=347
이승직(李繩直)=349
홍여방(洪汝方)=350
심도원(沈道源)=351
조치(曺致)=352
이맹진(李孟畛)=352
신인손(辛引孫)=353
김효정(金孝貞)=354
박규(朴葵)=355
민의생(閔義生)=356
조서강(趙瑞康)=357
이선(李宣)=358
남지(南智)=359
조극관(趙克寬)=360
권맹손(權굶孫)=361
성염조(成念祖)=362
이희(李희)=363
성봉조(成奉祖)=363
유수강(柳守剛)=364
이계린(李季린)=365
김조(金조)=366
민공(閔恭)=367
- 문종

이인손(李仁孫)=369
- 단종

이숭지(李崇之)=371
김순(金淳)=372
황효신(黃孝身)=373
- 세조

원효연(元孝然)=375
조효문(曺孝門)=376
이극배(李克培)=377
김순(金淳)=379
김연지(金連技)=379
김순(金淳)=381
노숙동(盧叔仝)=381
권개(權愷)=383
이효장(李孝長)=383
이함장(李誠長)=384
윤흠(尹欽)=384
정문형(鄭文炯)=385
함우치(咸禹治)=386
강윤범(姜允範)=387
김질(金질)=388
- 예종

김겸광(金謙光)=389
- 성종

김종순(金從舜)=391
윤자(尹慈)=392
이서장(李恕長)=392
오백창(吳伯昌)=394
윤필상(尹弼商)=395
정효상(鄭孝常)=396
김영유(金永濡)=398
윤호(尹壕)=399
유지(柳지)=400
윤효손(尹孝孫)=402
박건(朴楗)=403
안관후(安寬厚)=404
윤계겸(尹繼謙)=405
김자행(金自行)=406
이철견(李鐵堅)=408
김자정(金自貞)=409
한한(韓한)=410
이륙(李陸)=411
이극기(李克基)=412
손순효(孫舜孝)=414
이세좌(李世佐)=415
성숙(成숙)=416
김여석(金礪石)=418
정괄(鄭괄)=419
정숭조(鄭崇祖)=420
이극돈(李克墩)=422
이계남(李季男)=423
이극균(李克均)=424
- 연산군

김제신(金悌臣)=426
이의(李誼)=427
안처량(安處良)=428
김심(金諶)=430
허침(許琛)=431
김수동(金壽童)=432
김응기(金應箕)=433
안윤덕(安潤德)=434
이점(李점)=435
권주(權柱)=437
홍자아(洪自阿)=438
임유겸(任由謙)=439
- 중종

김감(金勘)=441
장순손(張順孫)=442
윤순(尹珣)=444
강혼(姜渾)=445
윤금손(尹金孫)=446
송천희(宋千喜)=448
안당(安당)=449
한형윤(韓亨允)=450
조계상(曺繼商)=452
홍숙(洪淑)=453
손중돈(孫仲暾)=455
김안국(金安國)=456
한세환(韓世桓)=457
문근(文瑾)=459
김극성(金克成)=461
신공제(申公濟)=463
한효원(韓效元)=464
김굉(金굉)=465
방유녕(方有寧)=465
성세창(成世昌)=467
김당(金당)=467
김희수(金希壽)=469
신상(申상)=470
성운(成雲)=471
박호(朴壕)=472
이기(李기)=474
최세절(崔世節)=475
임추(任樞)=476
김인손(金麟孫)=477
윤인경(尹仁鏡)=478
윤은필(尹殷弼)=480
남효의(南孝義)=481
이사균(李思鈞)=482
권예(權예)=483
이현보(李賢輔)=485
송겸(宋겸)=486
권벌(權벌)=487
강현(姜顯)=488
김정국(金正國)=489
심연원(沈連源)=490
송순(宋純)=491
이청(李淸)=492
임백령(林百齡)=493
이언적(李彦迪)=494
- 인종

권응창(權應昌)=496
- 명종

상진(尙震)=498
안현(安玹)=499
임호신(任虎臣)=500
정만종(鄭萬種)=502
심통원(沈通源)=503
조사수(趙士秀)=504
이몽량(李夢亮)=505
정응두(丁應斗)=506
정언각(鄭彦慤)=508
권철(權轍)=509
조광원(費光遠)=510
유강(兪絳)=511
김광진(金光軫)=512
오겸(吳謙)=513
이감(李戡)=514
홍담(洪曇)=515
남궁침(南宮침)=517
정종영(鄭宗榮)=518
심수경(沈守慶)=519
오상(吳祥)=520
이우민(李友閔)=520
이택(李澤)=521
송찬(宋贊)=522
강사상(姜士尙)=523
유창문(柳昌門)=524
- 선조

박계현(朴啓賢)=526
정유길(鄭惟吉)=527
강섬(姜暹)=528
이양원(李陽元)=529
박대립(朴大立)=531
송찬(宋贊)=532
임열(任說)=533
노진(盧진)=534
김계휘(金繼輝)=535
윤근수(尹根壽)=536
박근원(朴護元)=538
박소립(朴素立)=539
이린(李린)=541
유홍(兪泓)=542
최옹(崔옹)=543
정지연(鄭芝衍)=544
허엽(許曄)=545
정언지(鄭彦智)=546
홍성민(洪聖民)=547
윤탁연(尹卓然)=548
유훈(柳項)=550
유성룡(柳成龍)=551
권극례(權克禮)=552
이산보(李山甫)=554
유영립(柳永立)=555
권극지(權克智)=556
김수(金수)=558
홍성민(洪聖民)=560
김 수(金수)=561
한효순(韓孝純)=562
김성일(金誠一)=565
김륵(金륵)=566
홍이상(洪履祥)=567
서성(徐성)=570
이용순(李用淳)=571
윤승훈(尹承勳)=573
정경세(鄭經世)=574
유영경(柳永慶)=575
한준겸(韓浚謙)=577
김신원(金信元)=578
이시발(李時發)=580
이시언(李時彦)=582
유영순(柳永詢)=583
정석호(鄭眼湖)=585
- 광해군

이상신(李尙信)=587
최관(崔瓘)=588
신경진(辛慶晉)=589
강첨(姜籤)=589
이정신(李廷臣)=591
윤방(尹昉)=592
송영구(宋英耉)=594
윤휘(尹暉)=595
권반(權盼)=596
장만(張映)=597
심돈(沈惇)=598
성진선(成晉善)=599
윤훤(尹暄)=600
박경신(朴慶新)=601
정조(鄭造)=603
- 인조

김지남(金止男)=605
민성휘(閔聖徵)=606
이민구(李敏求)=607
김치(金緻)=608
원탁(元鐸)=609
정온(鄭蘊)=610
김시양(金時讓)=611
홍방(洪雾)=613
이명(李溟)=614
조희일(趙希逸)=615
오숙(吳䎘)=617
정세구(鄭世矩)=618
홍명구(洪命耉)=619
이기조(李基祚)=620
유백증(兪伯曾)=622
심연(沈演)=623
이경여(李敬與)=625
이경증(李景曾)=626
이명웅(李命雄)=628
구봉서(具鳳瑞)=629
정태화(鄭太和)=630
임담(林墰)=632
원두표(元斗杓)=633
임담(林墰)=634
유철(兪橵)=635
허적(許積)=636
목성선(睦性善)=638
조수익(趙壽益)=638
- 효종

이만(李蔓)=640
민응협(閔應協)=641
남선(南銑)=642
유심(柳심)=643
조계원(趙啓遠)=645
권우(權우)=646
남선(南선)=647
홍처후(洪處厚)=649
서원리(徐元履)=650
임의백(任義伯)=651
- 현종

홍위(洪위)=653
홍처후(洪處厚)=654
민희(閔凞)=655
정만화(鄭萬和)=657
이상진(李尙眞)=658
임의백(任義伯)=660
김휘(金徽)=661
민점(閔點)=662
이태연(李泰淵)=663
남용익(南龍翼)=665
심재(沈 梓)=666
민시중(閔著重)=667
이숙(李숙)=669
- 숙종

이관징(李觀徵)=670
정중휘(鄭重徽)=672
김덕원(金德遠)=674
정박(鄭樸)=675
이단석(李端錫)=677
박신규(朴信圭)=678
윤지완(尹趾完)=679
이익(李翊)=680
이수언(李秀彦)=681
권시경(權是經)=683
서문중(徐文重)=684
윤지완(尹趾完)=686
이규령(李奎齡)=686
박태손(朴泰遜)=688
이세화(李世華)=689
이현석(李玄錫)=691
오시대(吳始大)=692
이담명(李聃命)=693
민창도(閔昌道)=694
이현기(李玄紀)=696
이서우(李瑞雨)=697
이인환(李寅煥)=698
이선보(李善溥)=700
이언기(李彦紀)=701
김세익(金世翊)=702
이세재(李世載)=703
최석항(崔錫恒)=704
조태동(趙泰東)=706
박권(朴權)=706
김연(金演)=708
이야(李야)=709
홍만조(洪萬朝)=711
이사상(李師尙)=712
유명홍(兪命弘)=713
이의현(李宜顯)=714
이탄(李 坦)=716
홍우녕(洪禹寧)=717
권업(權업)=719
이집(李집)=720
오명항(吳命恒)=721
- 경종

조태억(趙泰憶)=723
홍우전(洪禹傳)=724
유명응(兪命凝)=725
이정제(李廷濟)=726
이세근(李世瑾)=727
김동필(金東弼)=728
- 영조

권이진(權以鎭)=730
조영복(趙榮福)=731
유척기(兪布基)=732
황선(黃璿)=733
박문수(朴文秀)=734
조현명(趙顯命)=736
김시형(金始炯)=738
김재로(金在魯)=739
민응수(閔應洙)=740
유척기(兪拓基)=742
윤양래(尹陽來)=742
이기진(李箕鎭)=743
조명겸(趙明謙)=744
정익하(鄭益河)=745
심성희(沈聖希)=747
김상성(金尙星)=748
김상로(金尙魯)=749
권혁(權爀)=750
남태량(南泰良)=752
민백상(閔百祥)=753
조재호(趙載浩)=755
윤동도(尹東度)=756
이이장(李彛章)=758
이익보(李益輔)=759
이성중(李成中)=760
조운규(趙雲逵)=761
조엄(趙엄)=762
황인검(黃仁儉)=764
김상철(金尙喆)=765
정존겸(鄭存謙)=766
김응순(金應淳)=768
조돈(趙暾)=769
이은(李은)=770
김한기(金漢耆)=771
이미(李미)=772
이명식(李命植)=773
이담(李潭)=774
김화진(金華鎭)=775
민홍렬(閔弘烈)=777
윤양후(尹養厚)=777
- 정조

김재순(金載順)=779
이연상(李衍祥)=780
이성원(李性源)=781
이재간(李在簡)=782
홍낙빈(洪樂彬)=783
조시준(趙時俊)=784
이문원(李文源)=784
조시준(趙時俊)=785
이병모(李秉模)=786
정창순(鄭昌順)=788
김상집(金尙集)=790
김광묵(金光默)=791
홍억(洪憶)=792
이조원(李祖源)=793
정대용(鄭大容)=795
조진택(趙鎭宅)=797
이태영(李泰永)=798
이형원(李亨元)=799
이의강(李義鋼)=801
- 순조

신기(申耆)=802
김이영(金履永)=803
남공철(南公轍)=804
김희순(金羲淳)=806
윤광안(尹光顔)=808
정동관(鄭東觀)=809
정만석(鄭晩錫)=810
김회연(金會淵)=811
김노응(金魯應)=813
이존수(李存秀)=814
김노경(金魯敬)=816
김이재(金履載)=817
이재수(李在秀)=818
김상휴(金相休)=819
이지연(李止淵)=821
조인영(趙寅永)=822
이학수(李鶴秀)=823
정기선(鄭基善)=824
이면승(李勉昇)=826
박기수(朴岐壽)=827
김양순(金陽淳)=829
서희순(徐熹淳)=830
- 헌종

조병현(趙秉鉉)=831
윤성대(尹聲大)=832
권돈인(權敦仁)=833
김도희(金道喜)=834
홍재철(洪在喆)=835
이경재(李景在)=836
홍종영(洪鍾英)=837
이계조(李啓朝)=838
김공현(金公鉉)=839
- 철종

김대근(金大根)=841
서기순(徐箕淳)=842
이정신(李鼎臣)=843
이기연(李紀淵)=844
홍열모(洪說謨)=845
조석우(趙錫雨)=846
김학성(金學性)=847
신석우(申錫愚)=848
조병준(趙秉駿)=850
심경택(沈敬澤)=851
홍우길(洪祐吉)=852
김세균(金世均)=853
이돈영(李敎榮)=853
- 고종

서헌순(徐憲淳)=855
이삼현(李參鉉)=856
오취선(吳取善)=856
김세호(金世鎬)=857
유치선(兪致善)=858
홍완(洪玩)=858
박제인(朴齊寅)=859
이근필(李根弼)=860
윤자승(尹滋承)=861
조강하(趙康夏)=862
남일우(南一祐)=863
이호준(李鎬俊)=864

#### 조선 말의 영주
- 경상도 및 대구부ㆍ안동부ㆍ진주부ㆍ동래부 관찰사 (1888.6~1897.10)

김명진(金明鎭)=9
민정식(閔正植)=10
이헌영(李헌永)=10
이용직(李容直)=11
조병호(趙秉鎬)=12
이중하(李重夏)=13
김석중(金奭中)=14
이남규(李南珪)=14
이재곤(李載崑)=15
이성렬(李聖烈)=16
허진(許璡)=17
조병필(趙秉弼)=17
이항의(李恒儀)=18
지석영(池錫永)=18
- 경상북도 관찰사

이성렬(李聖烈)=20
민형식(閔亨植)=21
엄세영(嚴世永)=22
- 경상남도 관찰사

이항의(李恒儀)=23
조시영(曺始永)=23

## 대한제국시대의 영주
- 경상북도 관찰사 (1897.10~1910.8)

조한국(趙漢國)=27
김직현(金稷鉉)=27
이성렬(李聖烈)=28
이유인(李裕寅)=29
조기하(趙夔夏)=30
이헌영(李헌永)=30
김종규(金宗圭)=31
이근교(李根敎)=31
이성렬(李聖烈)=32
윤용식(尹容植)=33
이윤용(李允用)=34
이재극(李載克)=35
윤헌(尹헌)=36
장승원(張承遠)=51
이용익(李容翊)=38
정주영(鄭周永)=38
이중하(李重夏)=39
이근호(李根澔)=40
신태휴(申泰休)=41
이근상(李根湘)=42
이중하(李重夏)=42
이재곤(李載崑)=43
이원긍(李源兢)=44
한진창(韓鎭昌)=45
이충구(李忠求)=46
박중양(朴重陽)=46
- 경상남도 관찰사 (1897.10~1910.8)

이근용(李根鎔(址鎔))=48
박용대(朴容大)=48
김영덕(金永悳)=49
이재현(李載現)=49
이윤용(李允用)=50
민형식(閔衡植)=51
김학수(金學洙)=51
성기운(成岐運)=52
민영선(閔泳璇)=53
조민희(趙民熙)=53
김사묵(金思默)=53
이규식(李圭植)=54
김재풍(金在豊)=54
황철(黃鐵)=54